# Alberto Barberis (compositore)
Alberto Barberis (Roma, 20 giugno 1920 – Città del Messico, 18 luglio 1957) è stato un compositore italiano.

## Biografia
Fratello di Giorgio, giocatore della Lazio e Luciano grandissimo tifoso romanista. Si diplomò in pianoforte e organo al Conservatorio di Santa Cecilia. 
Raggiunse la notorietà con la canzone Munasterio 'e Santa Chiara, con parole di Michele Galdieri, cantata per la prima volta da Vittorio De Sica ( tra i vari anche Giacomo Rondinella e Mina).La canzone ebbe immediato successo internazionale e divenne rapidamente un classico della canzone napoletana. 
Fu organista allo sfarzosissimo matrimonio tra Tyrone Power e Linda Christian, celebrata a Santa Francesca Romana nel 1949.
Con Angelo Francesco Lavagnino compose la colonna sonora del film Otello di Orson Welles, diretta da Willy Ferrero.
Nel 1952 seguì la soubrette Tina De Mola in una tournée americana. Decise di stabilirsi a Città del Messico, ma morì a 37 anni di infarto durante un terremoto. 
Il Messico gli tributò i funerali di stato; dopo un mese la salma giunse a Roma, dove ebbe altri solenni funerali.